# دار ویلیامز
دار ویلیامز (انگلیسی: Dar Williams؛ زادهٔ ۱۹ آوریل ۱۹۶۷) یک موسیقی‌دان اهل ایالات متحده آمریکا است. وی از سال ۱۹۹۰ میلادی تاکنون مشغول فعالیت بوده‌است.